# Adrian Petit Coclico
Adrian Petit Coclico (eller ) (ca. 1499 – ca. 1563) Sanger, musiker og komponist bl.a. ved Christian 3.’s hof. Han var sandsynligvis født i grevskabet Hainaut en:Count_of_Hainaut i Flandern. Som ung præst forestod han musikken i sin kirke i. Senere kom han til Rom og blev sanger i det pavelige kapel.
Imidlertid blev han protestant og genfindes i 1545 i Wittenberg, hvor han var musiker og lærer. I 1546 forsøgte han uden held at få en fast stilling der. Derefter flyttede han til Frankfurt an der Oder, Stettin, Königsberg de:Königsberg (Preußen) hvor han til omkring 1550 var ansat hos Christian III’s Svoger, Hertug Albrecht af Preussen de:Albrecht von Brandenburg-Preußen og Nürnberg (1552). I 1555 var han i Schwerin og derefter i Wismar, hvor han var korleder en kort tid. Det job mistede han, fordi han krævede højere løn, men slutteligt d. 3. juli 1556 fik han ansættelse som musiker og sanger i Det kongelige Kantori i København. Christian III var i færd med at reorganisere sit kapel og næsten samtidig blev to andre musikere/komponister ansat: Franciscus Amsfortius (1557-1571) og Josquin Baston (ca. 1520-1576). Coclicos navn findes i annalerne frem til 1562, hvorefter han formentlig er død.
1552 udgav han i Nürnberg det teoretiske værk Compendium musices, som er en vigtig kilde til det 16. århundredes musiklære, og hvori han oplyser, at han var en discipel af Josquin Desprez, sin tids største nederlandske mester. I Det kongelige Kapels arkiver er bevaret et sæt af nodebøger de indeholder nogle kompositioner af Coclico: Venite exultemus domino i 2 Dele, Nulla qvidem virtus og et 8-stemmigt værk, Si consurrexistis. Hans musik er skrevet i en stil, som han selv benævnte musica reservata, en intellektuelt præget tonekunst, der i visse sammenhænge går ud over, hvad der var normal praksis i samtiden. Hans betydeligste arbejde var samlingen Consolationes Piae, der indeholder 41 kortere 4-stemmige motetter.